# プロサス (投資会社)
プロサス（オランダ語: Prosus N.V.）は、オランダ・アムステルダムに本拠を置く投資会社。南アフリカ共和国を本拠とするナスパーズの、海外インターネット部門のスピンオフにより設立された。ユーロネクスト・アムステルダムおよびJSEに上場している（Euronext: PRX , JSE: PRX）。

## 沿革
ナスパーズにおけるインターネット企業への投資は1990年代から続けられ、特にテンセントへの投資の成功は同社の企業価値を高めたものの、潜在的な資産価値に見合う評価を投資家から得られる取引環境を求め、2019年3月、南アフリカ以外のインターネット部門の分社化が発表され、9月に新会社の設立および株式上場が行われた。
株式上場後もナスパーズが株式の7割以上を保有している。また、CEOはナスパーズと同じBob van Dijkが務め、経営幹部の多くはナスパーズと共通している。

## 主な投資企業
- テンセント
- SimilarWeb
- OLX
- Mail.ru

フィンテック・決済
- クレジタス（ブラジル）
- LazyPay（インド）
- PaySense（インド）
- PayU（ポーランド）
- Remitly（アメリカ合衆国）

オンライン食品配達
- デリバリーヒーロー
- Wolt
- Swiggy（インド）
- iFood（ブラジル）

オンライン旅行会社
- トリップドットコム・グループ